# Airoux
 Airoux  es una población y comuna francesa, en la región de Languedoc-Rosellón, departamento de Aude, en el distrito de Carcasona y cantón de Castelnaudary-Nord.

## Demografía
| 137 | 142 | 112 | 100 | 110 | 126 |
| Para los censos de 1962 a 1999 la población legal corresponde a la población sin duplicidades (Fuente: INSEE [Consultar]) |     |     |     |     |     |